# Iodure d'étain(II)
L'iodure d'étain(II) est un composé chimique de formule SnI2.

## Solubilité dans l'eau

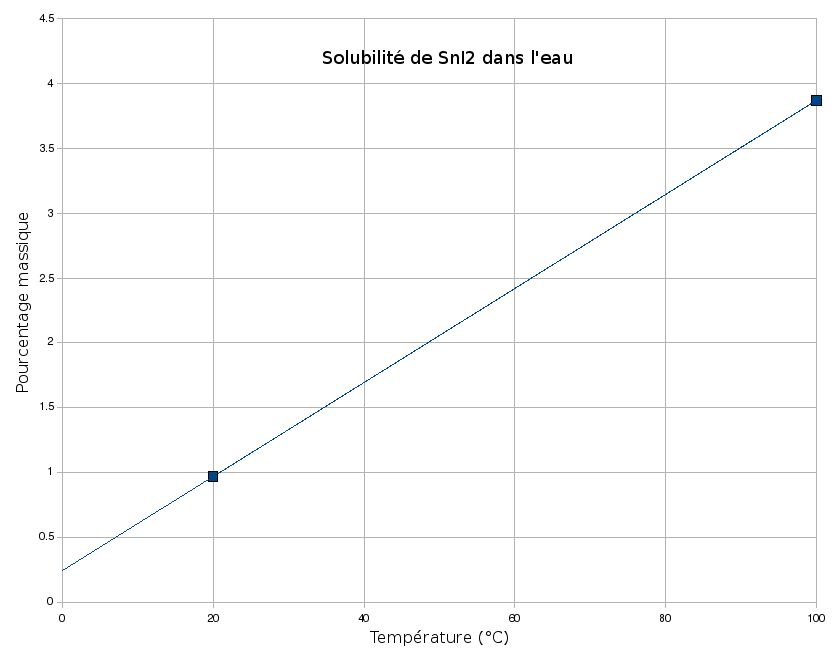
Solubilité dans l'eau